# 大位能
大位能，也稱作朗道自由能，是統計力學中使用的一個量，特別是在開放系統的不可逆過程裡使用。在统计力学中，它作为巨正则系综的特性函数出现。

## 定义
大位能一般记作{\displaystyle \Phi _{\mathrm {G} }}或{\displaystyle J}，其定义为
{\displaystyle J\;{\stackrel {\mathrm {def} }{=}}\ U-TS-\mu N}
{\displaystyle U}是内能，{\displaystyle T}是系統的溫度，{\displaystyle S}是熵，{\displaystyle \mu }是化學位能，{\displaystyle N}是系統中的粒子數。
大位能的改變量為
{\displaystyle dJ=-SdT-Nd\mu -pdV}
這裡{\displaystyle p}為壓强，{\displaystyle V}為體積。该等式推导过程中用到了热力学基本关系。
當系統達到热力学平衡，{\displaystyle J}有最小值。这一点可由等温定容、化学位能恒定的条件下{\displaystyle dJ=0}自然得出。

### 自由能
一些文献中会提到朗道自由能或朗道势能：
{\displaystyle \Omega \ {\stackrel {\mathrm {def} }{=}}\ F-\mu N=U-TS-\mu N}
這以俄罗斯物理學家列夫·朗道命名。视系统具体的定义，它可能是大位能的同义词。对于均相系统，一般有{\displaystyle \Omega =-pV}。

## 均相系的巨热力学势
对于一标度伸缩不变的体系（即由{\displaystyle \lambda }个全同子系统{\displaystyle V}组合而成的大系统{\displaystyle \lambda V}）而言，当我们试图扩大此系统的体积而保持系统状态均一稳定时，必然有新的粒子和更多能量从粒子源涌入该系统。在这过程中，压强作为强度性质，将不随体积的变化而改变：
{\displaystyle \left({\frac {\partial \langle p\rangle }{\partial V}}\right)_{\mu ,T}=0}
同时粒子数和其它的广延性质（内能、焓、熵等性质）将与系统的体积成正比：
{\displaystyle \left({\frac {\partial \langle N\rangle }{\partial V}}\right)_{\mu ,T}={\frac {N}{V}}}
由此容易得到
{\displaystyle J=-\langle p\rangle V}
以及
{\displaystyle G=\langle N\rangle \mu }
对于巨热力学势的一种直观的理解方式是，它等于我们在将系统“挤压”到体积为零的过程中所能获得的能量（注意，在此过程中，系统会将其全部粒子重新释放入粒子源中）。巨热力学势是个负值，这是因为进行这种“挤压”实际上需要外界对系统做功。
不过，以上推导过程中用到的这种标度不变性在多数实际系统中并不存在。例如，对于单个分子甚或一块金属中所有电子所组成的系统，增加其体积并不改变其中的电子数目。一般而言，对于体积过小的系统，或各部分之间存在长程相互作用（所谓长程是指，作用发生的尺度不亚于热力学极限的尺度）的系统，{\displaystyle J\neq -\langle p\rangle V}。

## 理想气体的巨热力学势
對於理想氣體，
{\displaystyle J=-k_{\mathrm {B} }T\ln \Xi =-k_{\mathrm {B} }TZ_{1}\mathrm {e} ^{\beta \mu }}
這裡{\displaystyle \Xi }是巨配分函數，{\displaystyle k_{\mathrm {B} }}是波尔茲曼常數，{\displaystyle Z_{1}}是粒子1的配分函數且{\displaystyle \beta }等於{\displaystyle 1/k_{\mathrm {B} }T}。式中{\displaystyle \mathrm {e} ^{\beta \mu }}的是玻尔兹曼因子。

## 外部連結
- Grand Potential (Manchester University)